# Mistaria zuluana
Espèce
Synonymes
- Agelena zuluana Roewer, 1955

Mistaria zuluana est une espèce d'araignées aranéomorphes de la famille des Agelenidae.

## Distribution
Cette espèce est endémique d'Afrique du Sud. Elle se rencontre vers Ulundi.

## Description
La femelle holotype mesure 7 mm.
La femelle décrite par Kioko, Jäger, Kioko, Ji et Li en 2019 mesure 6,81 mm.

## Étymologie
Son nom d'espèce lui a été donné en référence au lieu de sa découverte, le Zululand.

## Publication originale
- Roewer, 1955 : Araneae Lycosaeformia I. (Agelenidae, Hahniidae, Pisauridae) mit Berücksichtigung aller Arten der äthiopischen Region. Exploration du Parc National de l'Upemba Mission G. F. De Witte, vol. 30, p. 1-420.